# باركر (فلوريدا)
باركر (بالإنجليزية: Parker)‏ هي مدينة أمريكية تقع في ولاية فلوريدا. تبلغ مساحة هذه المدينة 6.3 (كم²)،ويبلغ عدد سكانها 4317 نسمة حسب إحصاء سنة 2010 م 4317.تشير إحصاءات سنة 2000م بأن الكثافة السكانية في هذه المدينة تقدر بـ(auto) نسمة/كم2 